# Dan Ruland
Daniel Keefe Ruland, detto Dan (Annapolis, 24 agosto 1960), è un ex cestista statunitense, professionista in Spagna.

## Carriera
Venne selezionato dai Philadelphia 76ers al terzo giro del Draft NBA 1983 (70ª scelta assoluta).

## Palmarès
- Miglior tiratore di liberi USBL (1987)